# Prioninae
Prioninae су потпородица стрижибуба (Cerambycidae). По правилу су крупне (25–70 mm) и претежно тамнобраон до црне. Мужјаци појединих родова имају снажне чељусти које користе у борби са другим мужјацима, слично јеленцима. Активне су углавном ноћу и долазе на светло. Ларве им се претежно хране трулим дрветом или корењем.

## Опште одлике
Предње коксе (кукови) су им јасно попречне, раздвојене израженом избочином. Ово су крупне и снажне врсте широког тела, претежно тамнобраон до црне боје. Антене су им глатке без томента, са трећим чланком који је увек јасно дужи до четвртог. Пронотум је увек попречан, а бочне стране су му врло често назубљене. Чељусти су увек јаке и заобљене.

## Prioninae у Србији
Потпородица је у Србији заступљена са пет родова, односно шест врста. Међу њима су:
- Aegosoma scabricorne
- Prionus coriarius